# Ischnocnema penaxavantinho
Ischnocnema penaxavantinho är en groddjursart som beskrevs av Giaretta, Toffoli och Oliveira 2007. Ischnocnema penaxavantinho ingår i släktet Ischnocnema och familjen Brachycephalidae. IUCN kategoriserar arten globalt som otillräckligt studerad. Inga underarter finns listade i Catalogue of Life.